# 東南條郡
東南條郡是過去位於岡山縣北部的一郡，已於1900年4月1日與西西條郡、西北條郡、東北條郡合併為苫田郡。
過去的範圍為現在的津山市中部地區。

## 歷史
在令制國時代最初為美作國苫田郡的一部份，在863年後，苫田郡先被分割為苫西郡和苫東郡，而後苫東郡又再被分割為東南條郡和東北條郡。

### 沿革
- 1889年6月1日：實施町村制，東南條郡下設：津山東町、林田村、高野村、東苫田村、東一宮村。（1町4村）
- 1900年4月1日：
  - 津山東町被併入西北條郡津山町。
  - 西西條郡、西北條郡、東南條郡、東北條郡合併為苫田郡。[1]